# Salih Alic
Salih Alic (* 10. März 1988) ist ein ehemaliger österreichischer Fußballspieler.

## Karriere
Alic begann seine Karriere bei der SG Micheldorf. Zur Saison 1999/2000 wechselte er zum SK Treibach. Zur Saison 2002/03 kam er in die Akademie des FC Kärnten. Ab der Saison 2005/06 spielte er zudem für die Amateure des FCK. Im August 2005 debütierte er für die Profis in der zweiten Liga, als er am siebten Spieltag der Saison 2005/06 gegen den FC Kufstein in der 89. Minute für Josip Šimić eingewechselt wurde. Bis Saisonende kam er zu zwei Zweitligaeinsätzen. In der Saison 2006/07 wurde er nicht bei den Profis eingesetzt, in der Saison 2007/08 spielte er elf Mal in der zweithöchsten Spielklasse, aus der er mit den Kärntnern zu Saisonende abstieg. In der Regionalliga absolvierte Alic noch 13 Spiele für den FCK, ehe der Verein den Spielbetrieb in der Winterpause der Saison 2008/09 einstellte.
Daraufhin wechselte er zum ehemaligen Ligakonkurrenten SV Spittal/Drau. Für Spittal kam er zu acht Regionalligaeinsätzen und stieg mit dem Verein am Saisonende in die Kärntner Liga ab. Zur Saison 2009/10 schloss er sich dem viertklassigen FC Welzenegg an. In der Winterpause wechselte er zum Ligakonkurrenten SV Sittersdorf. Mit Sittersdorf stieg er zu Saisonende in die Unterliga ab. In eineinhalb Jahren beim Verein kam er zu 42 Einsätzen und erzielte 22 Tore.
Zur Saison 2011/12 wechselte Alic zum viertklassigen ATUS Ferlach. In drei Spielzeiten kam er zu 72 Einsätzen in der Kärntner Liga und erzielte dabei fünf Tore. Zur Saison 2014/15 ging er zum sechstklassigen SV Gallizien. Für Gallizien absolvierte er 14 Partien in der 1. Klasse. Zur Saison 2015/16 wechselte er zum ebenfalls sechstklassigen ASK Klagenfurt, mit dem er zu Saisonende in die Unterliga aufstieg. Nach 42 Einsätzen für den ASK beendete er in der Winterpause der Saison 2017/18 seine Karriere.